# Roger Beck
Roger Beck (* 3. August 1983 in Grabs) ist ein Liechtensteiner Fussballspieler. Er spielt hauptsächlich im Mittelfeld.
Beck studierte Jura in Innsbruck und ist jetzt von Beruf Jurist.

## Karriere

### Verein
Roger Beck spielte bereits in der Jugend beim FC Schaan in seiner Heimatgemeinde Schaan in Liechtenstein, wo er 2000 in die A-Mannschaft wechselte. Im Jahr 2003 spielte er kurze Zeit beim USV Eschen-Mauren, bevor er zum VfB Hohenems in die viertklassige Vorarlbergliga in Österreich wechselte. Ab 2006 spielte Beck drei Jahre in der drittklassigen Regionalliga West beim FC Blau-Weiß Feldkirch, damit blieb er weiterhin in Vorarlberg.
Im Jahr 2008 wechselte Beck wieder nach Liechtenstein zum FC Balzers und spielt mit diesem seitdem in der 2. Liga interregional, der vierthöchsten Schweizer Liga. Bis 2012 stand er im Kader der 1. Mannschaft, ehe er zur Spielzeit 2012/2013 in die 2. Mannschaft des FC Balzers wechselte.

### Nationalmannschaft
In seiner Jugend spielte Beck bereits für die liechtensteinische Jugendauswahl.
Er gab sein Länderspieldebüt für die liechtensteinische Fussballnationalmannschaft am 7. Juni 2003 beim 1:3 gegen Mazedonien im Rahmen der Qualifikation zur Fussball-Europameisterschaft 2004, wo er in der 20. Minute zum zwischenzeitlichen 1:0 für Liechtenstein per Seitfallzieher traf. Dies blieb bis heute sein einziges Tor für die Nationalmannschaft. Bis 2009 bestritt Beck insgesamt 43 Spiele für die liechtensteinische Nationalmannschaft.